# Julgamentos de Ravensbrück

O primeiro julgamento de Ravensbrück em 1947.

Os Julgamentos de Ravensbrück foram uma série de sete julgamentos de crimes de guerra contra os funcionários do campo de concentração de Ravensbrück, realizados pelas autoridades britânicas em sua zona de ocupação em Hamburgo, Alemanha, após o fim da Segunda Guerra Mundial. Estes processos foram realizados perante um tribunal militar; de três a cinco juízes nestes julgamentos eram oficiais britânicos, auxiliados por um advogado. Funcionários do campo de concentração de todos os níveis  eram considerados réus: os oficiais da SS, médicos do campo, guardas e alguns prisioneiro-funcionários que tinham torturado ou maltratado outros presos. No total, 38 réus foram julgados nestes sete processos; 21 réus eram mulheres. Execuções relativas a estes processos foram realizadas na forca da Prisão de Hamelin pelo carrasco Albert Pierrepoint.
Todos os sete julgamentos ocorreram no Curiohaus do bairro de Rotherbaum, em Hamburgo.

## Primeiro julgamento
O primeiro julgamento foi realizado de 5 de dezembro de 1946 até 3 de fevereiro de 1947 contra dezesseis oficiais e funcionários do campo de concentração. Todos eles foram considerados culpados. Um morreu durante o julgamento. As sentenças de morte (exceto para Salvequart) foram realizadas em Maio 2-3 de 1947, em Hamelin.
| #  | Réu                              | Função, Cargo                                  | Sentença                                                                           |
| -- | -------------------------------- | ---------------------------------------------- | ---------------------------------------------------------------------------------- |
| 1  | Johann Schwarzhuber [de]         | Vice-líder do campo                            | A morte, executado/a em 3 de Maio de 1947                                          |
| 2  | Gustav Binder (SS-Mitglied) [de] | Guarda                                         | A morte, executado/a em 3 de Maio de 1947                                          |
| 3  | Heinrich Peters                  | Guarda                                         | 15 anos de prisão; liberto/a em 18 de Maio de 1955                                 |
| 4  | Ludwig Ramdohr [de]              | Superintendente da Gestapo                     | A morte, executado/a em 3 de Maio de 1947                                          |
| 5  | Martin Hellinger [de]            | Médico                                         | 15 anos de prisão; liberto/a em 14 de Maio de 1955                                 |
| 6  | Rolf Rosenthal [de]              | Médico                                         | A morte, executado/a em 3 de Maio de 1947                                          |
| 7  | Gerhard Schiedlausky             | Médico                                         | A morte, executado/a em 3 de Maio 1947                                             |
| 8  | Percival Treite [de]             | Médico                                         | A morte; cometeu suicídio em 8 de Abril de 1947, antes de a sentença ser realizada |
| 9  | Adolf Winkelmann (Arzt) [de]     | Médico                                         | Morreu durante julgamento em 1 de Fevereiro de 1947                                |
| 10 | Dorothea Binz                    | Assistente do guarda-chefe (Oberaufseherin)    | A morte; executado/a em 2 de Maio de 1947                                          |
| 11 | Greta Bösel                      | Chefe do Departamento do Trabalho (Aufseherin) | A morte; executado/a em 3 de Maio de 1947                                          |
| 12 | Margarete Mewes                  | Guarda da prisão                               | 10 anos de prisão; liberto/a em 26 de Fevereiro de 1952                            |
| 13 | Elisabeth Marschall              | Enfermeira                                     | A morte; executado/a em May 3, 1947                                                |
| 14 | Carmen Mory                      | Detento; Kapo                                  | A morte; cometeu suícidio em 9 de Abril de 1947, antes de a sentença ser realizada |
| 15 | Vera Salvequart                  | Detento; Kapo                                  | A morte; executado/a em 2 de Junho de 1947                                         |
| 16 | Eugenia von Skene                | Detento; Kapo                                  | 10 anos de prisão, liberto/a em 21 de Dezembro de 1951.                            |

Mais três réus, o líder do campo, Lagerkommandant Fritz Suhren, junto com o "líder de trabalho" Hans Pflaum e Schneidermeister Friedrich Opitz, escaparam da prisão antes do primeiro julgamento. Os dois primeiros foram presos sob nomes falsos em 1949. Eles foram entregues à autoridades francesas, que, na época, estavam conduzindo outro julgamento de Ravensbrück em Rastatt, ambos os homens foram condenados à morte e executados por um pelotão de fuzilamento no dia 12 de junho de 1950. Opitz foi a julgamento em novembro de 1947.

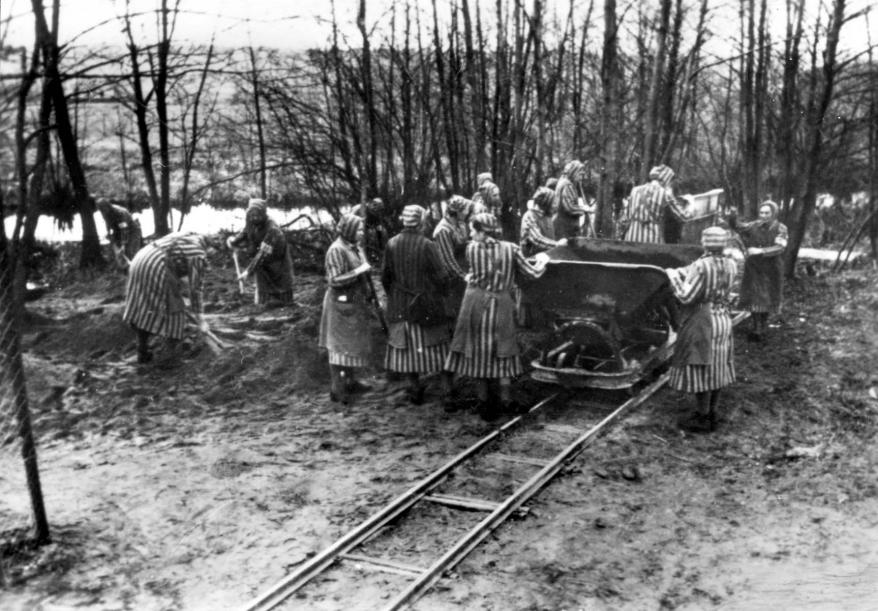
Mulheres presas em Ravensbruck em 1939

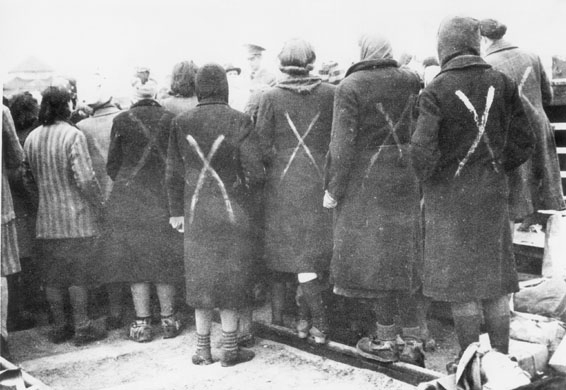
Mulheres presas recolhidas quando a Cruz Vermelha chegou em Ravensbrück em abril de 1945. As marcas de tinta branca mostram que elas são prisioneiras.

## Segundo julgamento
No segundo julgamento de Ravensbrück, que durou de 5 a 27 de novembro de 1947, o único réu foi Friedrich Opitz de 49 anos, o líder da fábrica de roupas no campo, trabalhou lá de junho de 1940 até abril de 1945. Ele foi recapturado depois de sua fuga da prisão junto com Fritz Suhren e Hans Pflaum (ver acima). Durante o julgamento, ele foi acusado de bater em mulheres com cintos e punhos, deixa-las morrendo de fome por não ter alcançado a quota, mantendo-as do lado de fora por muito tempo durante chamadas e enviá-las para câmaras de gás (como ele chamou) "por serem inúteis", bem como chutar, pelo menos, uma prisioneira checa até a morte. Ele também encorajou seus guardas a fazer o mesmo. Opitz recebeu a sentença de morte, que foi realizada no dia 26 de janeiro de 1948.

## Terceiro julgamento
No terceiro julgamento de Ravensbrück, o chamado "julgamento Uckermark", que aconteceu de 14 de abril até 26 de maio de 1948, cinco funcionárias do campo de extermínio de Uckermark, foram indiciadas em quatro crimes: os maus-tratos de mulheres Aliadas na Uckermark; a participação na seleção de mulheres Aliadas para a câmara de gás em Uckermark; maus-tratos de mulheres Aliadas no campo de concentração de Ravensbrück e a seleção de mulheres Aliadas para a câmara de gás no campo de concentração de Ravensbrück.
O campo Uckermark era localizado a cerca de uma milha do campo de concentração de Ravensbrück. Ele foi inaugurado em Maio de 1942, como uma prisão ou um campo de concentração paralelo para as adolescentes consideradas pela SS como criminosas ou difíceis de lidar  com idade de 16 a 21 anos. Meninas que atingiam o limite de idade eram transferidas de volta para  Ravensbrück. A administração de Uckermark era realizada pelo campo de concentração de Ravensbrück. Em janeiro de 1945, a prisão de jovens foi fechada, embora a infraestrutura de gaseificação tenha sido usada posteriormente para o extermínio de "mulheres doentes, não mais eficientes, e com mais de 52 anos de idade".
| Réu              | Função, Cargo                                                | Sentença                                                                        |
| ---------------- | ------------------------------------------------------------ | ------------------------------------------------------------------------------- |
| Johanna Braach   | Inspetor criminal; diretora do campo de concentração juvenil | Absolvida                                                                       |
| Lotte Toberentz  | Líder do campo de concentração                               | Absolvida                                                                       |
| Elfriede Mohneke | Assistente do guarda-chefe do campo de extermínio            | 10 anos de prisão; liberta dia 14 de junho de 1952                              |
| Margarete Rabe   | Guarda do campo de extermínio                                | Prisão perpétua; reduzida em 1950 para 21 anos; liberta em 16 de junho de 1959. |
| Ruth Neudeck     | Guarda-chefe do campo de extermínio                          | A morte, executada em 29 de julho de 1948                                       |

Braach e Toberentz foram absolvidas porque haviam trabalhado em Uckermark somente enquanto ele ainda era um campo para jovens, na época não houve mulheres Aliadas lá, o campo era exclusivo para meninas alemãs, cujo destino ou tratamento estava fora da alçada do tribunal.

## Quarto julgamento
O quarto julgamento foi realizado de Maio a 8 de junho de 1948. Os acusados eram todos membros da equipe médica do campo de Ravensbrück, incluindo uma detenta que havia trabalhado como enfermeira. As acusações novamente eram relacionadas com maus-tratos, tortura, e enviar para câmaras de gás mulheres de mesma nacionalidade dos Aliados.
| Réu            | Função, Cargo       | Sentença                                                                    |
| -------------- | ------------------- | --------------------------------------------------------------------------- |
| Benno Orendi   | Médico              | Morte; executado/a em 17 de setembro de 1948                                |
| Walter Sonntag | Médico              | Morte; executado/a em 17 de setembro de 1948                                |
| Martha Haake   | Enfermeira          | 10 anos de prisão; liberta em 1 de janeiro de 1951, devido a razões médicas |
| Liesbeth Krzok | Enfermeira          | 4 anos de prisão; liberta em 3 de fevereiro de 1951                         |
| Gerda Ganzer   | Detenta; Enfermeira | A morte                                                                     |

Ganzer já fora julgada por suas atividades em Ravensbrück em 1946, diante de um tribunal militar russo e tinha sido absolvido. Em Hamburgo, ela foi considerada culpada, mas sua sentença de morte foi comutada para prisão perpétua em 3 de julho de 1948, que, por sua vez, foi reduzida para 21 anos de prisão, em 1950 e, em seguida, para 12 anos, em 1954. Ela foi finalmente liberta em 6 de junho de 1961.

## Quinto julgamento
No quinto julgamento, três membros da SS  foram acusados de ter matado prisioneiros Aliados. O julgamento durou de 16 de junho a 29 de maio de 1948. As decisões foram proferidas no dia 15 de julho de 1948.
| Réu              | Função, Cargo    | Sentença                                           |
| ---------------- | ---------------- | -------------------------------------------------- |
| Arthur Conrad    | Carcereiro da SS | Morte; executado 17 de setembro de 1948            |
| Heinrich Schäfer | Carcereiro da SS | 2 anos de prisão; liberto em 28 de outubro de 1949 |
| Walter Schenk    | Carcereiro da SS | 20 anos de prisão; liberto em 3 de agosto de 1954  |

## Sexto julgamento
Este julgamento durou de 1 a 26 de julho de 1948. Ambos os réus foram acusados de terem maltratado prisioneiros Aliados.
| Réu          | Função, Cargo    | Sentença                                                                      |
| ------------ | ---------------- | ----------------------------------------------------------------------------- |
| Kurt Lauer   | Carcereiro da SS | 15 anos de prisão; liberto em 7 de Maio de 1955                               |
| Kurt Rauxloh | Carcereiro da SS | 10 anos de prisão; liberto em 26 de setembro de 1954, devido a razões médicas |

## Sétimo julgamento
Por fim, seis Aufseherinnen (guardas do sexo feminino) foram julgadas de 2 de julho a 21 de maio de 1948. As acusações foram maus tratos de prisioneiros de mesma nacionalidade que os Aliados e de participação na seleção de presos para a câmara de gás.
| Réu                            | Função, Cargo                      | Sentença                                       |
| ------------------------------ | ---------------------------------- | ---------------------------------------------- |
| Luise Brunner                  | Carcereiro chefe (Oberaufseherin)  | 3 anos de prisão                               |
| Anna Friederike Mathilde Klein | Carcereiro chefe                   | Absolvida por falta de provas                  |
| Emma Zimmer                    | Assistente do carcereiro chefe     | Morte; executada no dia 20 de setembro de 1948 |
| Christine Holthöwer            | Carcereiro chefe de Siemens        | Absolvida por falta de provas                  |
| Ida Schreiter                  | Guarda do Departamento de Trabalho | Morte; executada no dia 20 de setembro de 1948 |
| Ilse Vettermann                | Guarda                             | 12 anos de prisão                              |

## Literatura
- Taake, C.: Angeklagt: SS-Frauen vor Gericht; Bibliotheks - und Informationssystem der Univ. Oldenburg, 1998. Em Alemão.
- G. Álvarez, Mónica. "Guardianas Nazistas. El lado femenino del mal" (em espanhol). Madrid: Grupo Edaf, 2012.

ISBN 978-84-414-3240-6